# Priorado de Helgeseter

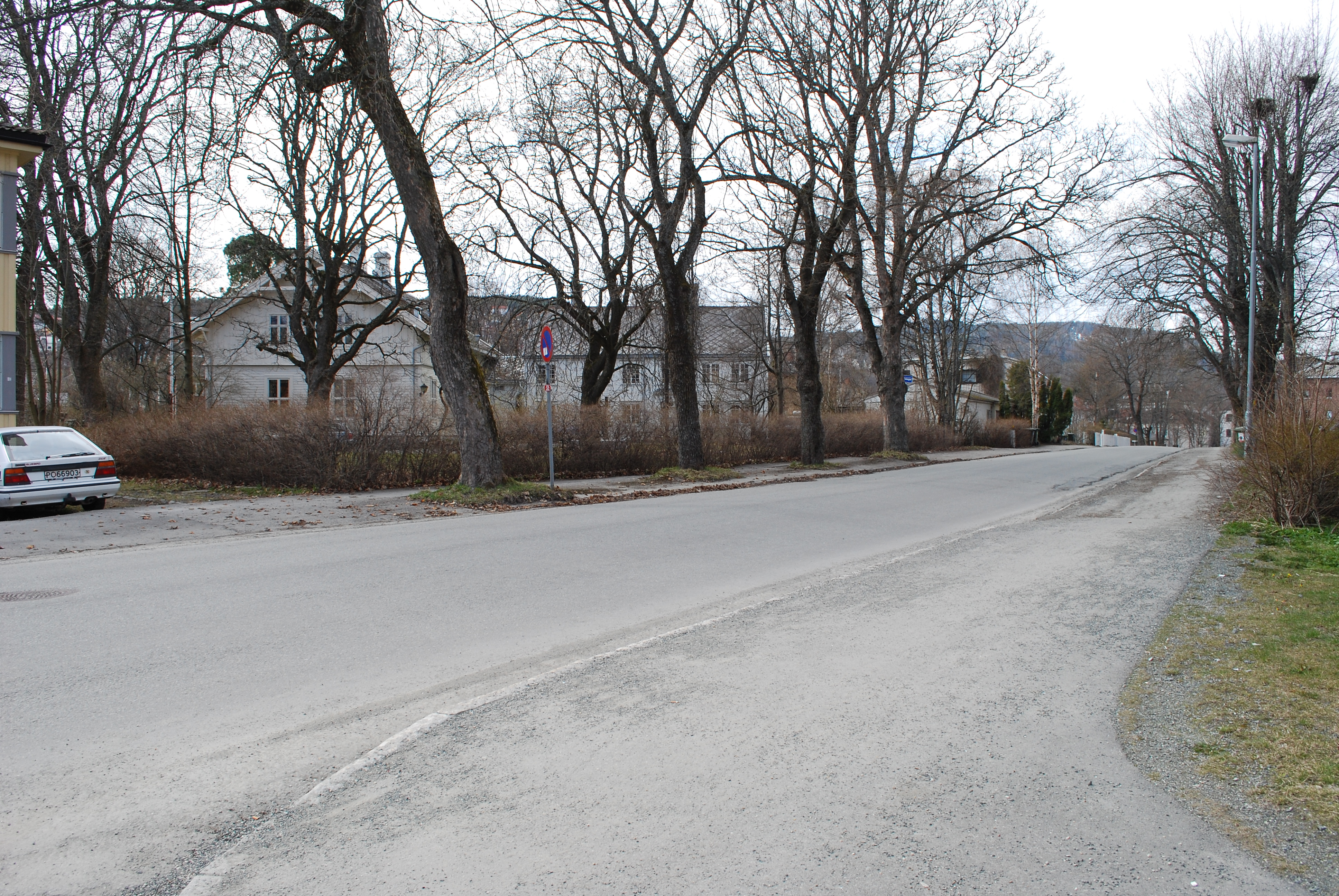
A atual Klostergata em Trondheim, local do antigo Priorado de Helgeseter

Priorado de Helgeseter ou Priorado de Elgeseter era uma casa de cânones agostinianos na atual Elgeseter em Trondheim, Noruega, do outro lado do rio Nidelva pela Catedral de Nidaros. O convento era ligado à catedral pela Ponte de Elgeseter, tornando possível aos cânones cumprir seu dever no coro da catedral. O mosteiro foi fundado pelo Arcebispo Eystein o mais tardar em 1183, e rapidamente assumiu uma importância política.
Em maio de 1240, Duque Skule foi morto fora de seu mosteiro. Tinha sido atacado pelos Birkebeiners em Nidaros, e depois de vagar por um par de dias se refugiou em Helgeseter. Os Birkebeiners incendiaram o mosteiro e forçaram Skule novamente, após o que o matou, com seu filho Peter.
O convento foi suprimida durante a Reforma em 1537. O antigo prior continuou a viver no mosteiro até 1546, quando o bispo luterano de Nidaros mudou-se. Em 1564 os edifícios foram incendiados e depois de 1606 o local foi usado como uma pedreira. Não há nenhuma ruína visível, mas restos subterrâneos encontram-se sob a atual Klostergata 47 e 60-62 e a estrada entre eles, um pouco ao sul de Nidelva.

## Sepultamentos
- Haroldo Hardrada